# Scherma ai Giochi della XI Olimpiade - Sciabola a squadre maschile
La competizione della sciabola a squadre maschile  di scherma ai Giochi della XI Olimpiade si tenne nei giorni 12 e 13 agosto 1936 presso lo Haus des Deutschen Sports a Berlino.

## Risultati

### 1º Turno
Si è disputato il 12 di agosto. Sette gruppi, le prime due squadre classificate accedevano ai quarti di finale.

#### Gruppo 1
Classifica
| Pos. | Nazione  | Vittorie | VI | SI | Incontri            | Incontri           | Incontri           | Incontri |
| Pos. | Nazione  | Vittorie | VI | SI | Germania (bandiera) | Uruguay (bandiera) | Romania (bandiera) |          |
| ---- | -------- | -------- | -- | -- | ------------------- | ------------------ | ------------------ | -------- |
| 1    | Germania | 1        | 10 | 6  | X                   | ND                 | 10-6               |          |
| 2    | Uruguay  | 1        | 8  | 8  | ND                  | X                  | 8+-8               |          |
| 3    | Romania  | 0        | 14 | 18 | 6-10                | 8-8+               | X                  |          |

Incontri
| Atleti (Vittorie individuali)                                                                | Nazione             | VT     | VT     | Nazione            | Atleti (Vittorie individuali)                                                  |
| -------------------------------------------------------------------------------------------- | ------------------- | ------ | ------ | ------------------ | ------------------------------------------------------------------------------ |
| Richard Wahl (2), Julius Eisenecker (2) August Heim (2), Erwin Casmir (4)                    | Germania (bandiera) | 10     | 6      | Romania (bandiera) | Nicolae Marinescu (1), Gheorghe Man (2) Camil Szatmary (2), Denis Dolecsko (1) |
| Carmelo Bentancur (2), José Julián de la Fuente (2) Hildemaro Lista (1), París Rodríguez (3) | Uruguay (bandiera)  | 8 (60) | 8 (57) | Romania (bandiera) | Nicolae Marinescu (2), Gheorghe Man (3) Camil Szatmary (0), Denis Dolecsko (3) |

#### Gruppo 2
Austria e Svezia passano il turno per il forfait del Brasile

#### Gruppo 3
Classifica
| Pos. | Nazione   | Vittorie | VI | SI | Incontri            | Incontri          | Incontri             | Incontri |
| Pos. | Nazione   | Vittorie | VI | SI | Ungheria (bandiera) | Belgio (bandiera) | Danimarca (bandiera) |          |
| ---- | --------- | -------- | -- | -- | ------------------- | ----------------- | -------------------- | -------- |
| 1    | Ungheria  | 1        | 16 | 0  | X                   | ND                | 16-0                 |          |
| 2    | Belgio    | 1        | 9  | 1  | ND                  | X                 | 9-1                  |          |
| 3    | Danimarca | 0        | 1  | 25 | 0-16                | 1-9               | X                    |          |

Incontri
| Atleti (Vittorie individuali)                                                            | Nazione             | VT | VT | Nazione              | Atleti (Vittorie individuali)                                                               |
| ---------------------------------------------------------------------------------------- | ------------------- | -- | -- | -------------------- | ------------------------------------------------------------------------------------------- |
| Pál Kovács (4), Tibor Berczelly (4) Imre Rajczy (4), Aladár Gerevich (4)                 | Ungheria (bandiera) | 16 | 0  | Danimarca (bandiera) | Erik Hammer Sørensen (0), Preben Christiansen (0) Aage Leidersdorff (0), Svend Jacobsen (0) |
| Eugène Laermans (2), Georges Heywaert (1) Robert Van Den Neucker (3), Henri Brasseur (3) | Belgio (bandiera)   | 9  | 1  | Danimarca (bandiera) | Erik Hammer Sørensen (1), Preben Christiansen (0) Aage Leidersdorff (0), Svend Jacobsen (0) |

#### Gruppo 4
Classifica
| Pos. | Nazione        | Vittorie | VI | SI | Incontri                  | Incontri           | Incontri          | Incontri |
| Pos. | Nazione        | Vittorie | VI | SI | Cecoslovacchia (bandiera) | Polonia (bandiera) | Grecia (bandiera) |          |
| ---- | -------------- | -------- | -- | -- | ------------------------- | ------------------ | ----------------- | -------- |
| 1    | Cecoslovacchia | 1        | 11 | 5  | X                         | ND                 | 11-5              |          |
| 2    | Polonia        | 1        | 9  | 3  | ND                        | X                  | 9-3               |          |
| 3    | Grecia         | 0        | 8  | 20 | 5-11                      | 3-9                | X                 |          |

Incontri
| Atleti (Vittorie individuali)                                                         | Nazione                   | VT | VT | Nazione           | Atleti (Vittorie individuali)                                                                    |
| ------------------------------------------------------------------------------------- | ------------------------- | -- | -- | ----------------- | ------------------------------------------------------------------------------------------------ |
| Josef Jungmann (3), Josef Benedik (2) H. von Friedenfeldt (3), Bohuslav Kirchmann (3) | Cecoslovacchia (bandiera) | 11 | 5  | Grecia (bandiera) | Nikolaos Manolesos (3), Nikolaos Paparrodou (1) Konstantinos Botasis (0), Menelaos Psarrakis (1) |
| Adam Papée (2), Antoni Sobik (3) Teodor Zaczyk (2), Władysław Dobrowolski (2)         | Polonia (bandiera)        | 9  | 3  | Grecia (bandiera) | Nikolaos Manolesos (0), Nikolaos Paparrodou (1) Konstantinos Botasis (2), Menelaos Psarrakis (0) |

#### Gruppo 5
Classifica
| Pos. | Nazione       | Vittorie | VI | SI | Incontri               | Incontri                 | Incontri        | Incontri |
| Pos. | Nazione       | Vittorie | VI | SI | Paesi Bassi (bandiera) | Gran Bretagna (bandiera) | Cile (bandiera) |          |
| ---- | ------------- | -------- | -- | -- | ---------------------- | ------------------------ | --------------- | -------- |
| 1    | Paesi Bassi   | 1        | 13 | 3  | X                      | ND                       | 13-3            |          |
| 2    | Gran Bretagna | 1        | 10 | 6  | ND                     | X                        | 10-6            |          |
| 3    | Cile          | 0        | 9  | 23 | 3-13                   | 6-10                     | X               |          |

Incontri
| Atleti (Vittorie individuali)                                                        | Nazione                  | VT | VT | Nazione         | Atleti (Vittorie individuali)                                           |
| ------------------------------------------------------------------------------------ | ------------------------ | -- | -- | --------------- | ----------------------------------------------------------------------- |
| Ate Faber (3), Antonius Montfoort (3) Frans Mosman (4), Franciscus van Wieringen (3) | Paesi Bassi (bandiera)   | 13 | 3  | Cile (bandiera) | Efraín Díaz (2), Tomás Barraza (0) Ricardo Romero (1), Julio Moreno (0) |
| Oliver Trinder (3), Arthur Pilbrow (1) Guy Harry (2), Robin Brook (4)                | Gran Bretagna (bandiera) | 10 | 6  | Cile (bandiera) | Ricardo Romero (2), Tomás Goyoaga (3) Julio Moreno (0), Efraín Díaz (1) |

#### Gruppo 6
Classifica
| Pos. | Nazione | Vittorie | VI | SI | Incontri          | Incontri           | Incontri          | Incontri |
| Pos. | Nazione | Vittorie | VI | SI | Italia (bandiera) | Francia (bandiera) | Canada (bandiera) |          |
| ---- | ------- | -------- | -- | -- | ----------------- | ------------------ | ----------------- | -------- |
| 1    | Italia  | 1        | 15 | 1  | X                 | ND                 | 15-1              |          |
| 2    | Francia | 1        | 13 | 3  | ND                | X                  | 13-3              |          |
| 3    | Canada  | 0        | 4  | 28 | 1-15              | 3-13               | X                 |          |

Incontri
| Atleti (Vittorie individuali)                                               | Nazione            | VT | VT | Nazione           | Atleti (Vittorie individuali)                                                   |
| --------------------------------------------------------------------------- | ------------------ | -- | -- | ----------------- | ------------------------------------------------------------------------------- |
| Marcel Faure (4), Maurice Gramain (4) Édouard Gardère (2), Jean Piot (3)    | Francia (bandiera) | 13 | 3  | Canada (bandiera) | Ernest Dalton (1), Charles Otis (0) George Tully (2), Frank Donald Collinge (0) |
| Vincenzo Pinton (4), Aldo Masciotta (4) Athos Tanzini (3), Aldo Montano (4) | Italia (bandiera)  | 15 | 1  | Canada (bandiera) | Ernest Dalton (1), Charles Otis (0) George Tully (0), Frank Donald Collinge (0) |

#### Gruppo 7
Classifica
| Pos. | Nazione     | Vittorie | VI | SI | Incontri               | Incontri           | Incontri            | Incontri              |
| Pos. | Nazione     | Vittorie | VI | SI | Stati Uniti (bandiera) | Turchia (bandiera) | Svizzera (bandiera) | Jugoslavia (bandiera) |
| ---- | ----------- | -------- | -- | -- | ---------------------- | ------------------ | ------------------- | --------------------- |
| 1    | Stati Uniti | 2        | 26 | 6  | X                      | 14-2               | 12-4                | ND                    |
| 2    | Turchia     | 2        | 19 | 29 | 2-14                   | X                  | 8+-8                | 9-7                   |
| 3    | Svizzera    | 1        | 21 | 27 | 4-12                   | 8-8+               | X                   | 9-7                   |
| 4    | Jugoslavia  | 0        | 14 | 18 | ND                     | 7-9                | 7-9                 | X                     |

Incontri
| Atleti (Vittorie individuali)                                                          | Nazione                | VT     | VT     | Nazione               | Atleti (Vittorie individuali)                                                          |
| -------------------------------------------------------------------------------------- | ---------------------- | ------ | ------ | --------------------- | -------------------------------------------------------------------------------------- |
| Peter Bruder (3), Miguel de Capriles (4) Bela De Nagy (2), John Huffman (3)            | Stati Uniti (bandiera) | 12     | 4      | Svizzera (bandiera)   | Charles Glasstetter (1), Alphonse Ruckstuhl (1) Walter Widemann (1), Adolf Stocker (1) |
| Orhan Adaş (3), Enver Balkan (2) Cihat Teğin (2), Abdul Halim Tokmakçioğlu (2)         | Turchia (bandiera)     | 9      | 7      | Jugoslavia (bandiera) | Krešimir Tretinjak (3), Milivoj Radović (2) Eugen Jakobčić (2), Edvard Marion (0)      |
| Samuel Stewart (3), Peter Bruder (4) Norman Cohn-Armitage (3), John Huffman (4)        | Stati Uniti (bandiera) | 14     | 2      | Turchia (bandiera)    | Orhan Adaş (0), Enver Balkan (2) Cihat Teğin (0), Abdul Halim Tokmakçioğlu (0)         |
| Charles Glasstetter (2), Alphonse Ruckstuhl (1) Walter Widemann (3), Adolf Stocker (3) | Svizzera (bandiera)    | 9      | 7      | Jugoslavia (bandiera) | Krešimir Tretinjak (1), Milivoj Radović (0) Eugen Jakobčić (3), Pavao Pintarić (3)     |
| Orhan Adaş (1), Enver Balkan (2) Cihat Teğin (2), Abdul Halim Tokmakçioğlu (3)         | Turchia (bandiera)     | 8 (70) | 8 (58) | Svizzera (bandiera)   | Charles Glasstetter (1), Alphonse Ruckstuhl (2) Walter Widemann (2), Adolf Stocker (3) |

### Quarti di finale
Si sono disputati il 12 di agosto. Quattro gruppi, le prime due squadre classificate accedevano alle semifinali.

#### Gruppo 1
Classifica
| Pos. | Nazione  | Vittorie | VI | SI | Incontri            | Incontri           | Incontri           | Incontri |
| Pos. | Nazione  | Vittorie | VI | SI | Ungheria (bandiera) | Austria (bandiera) | Uruguay (bandiera) |          |
| ---- | -------- | -------- | -- | -- | ------------------- | ------------------ | ------------------ | -------- |
| 1    | Ungheria | 1        | 14 | 2  | X                   | ND                 | 14-2               |          |
| 2    | Austria  | 1        | 11 | 5  | ND                  | X                  | 11-5               |          |
| 3    | Uruguay  | 0        | 7  | 25 | 2-14                | 5-11               | X                  |          |

Incontri
| Atleti (Vittorie individuali)                                             | Nazione             | VT | VT | Nazione            | Atleti (Vittorie individuali)                                                              |
| ------------------------------------------------------------------------- | ------------------- | -- | -- | ------------------ | ------------------------------------------------------------------------------------------ |
| Josef Losert (3), Hugo Weczerek (2) Karl Sudrich (2), Hubert Loisel (4)   | Austria (bandiera)  | 11 | 5  | Uruguay (bandiera) | Carmelo Bentancur (0), José Julián de la Fuente (1) Jorge Rolando (2), París Rodríguez (2) |
| Endre Kabos (4), Tibor Berczelly (3) Pál Kovács (3), László Rajcsányi (4) | Ungheria (bandiera) | 14 | 2  | Uruguay (bandiera) | José Julián de la Fuente (0), Jorge Rolando (0) Hildemaro Lista (0), París Rodríguez (2)   |

#### Gruppo 2
Classifica
| Pos. | Nazione       | Vittorie | VI | SI | Incontri            | Incontri           | Incontri                 | Incontri          |
| Pos. | Nazione       | Vittorie | VI | SI | Germania (bandiera) | Francia (bandiera) | Gran Bretagna (bandiera) | Belgio (bandiera) |
| ---- | ------------- | -------- | -- | -- | ------------------- | ------------------ | ------------------------ | ----------------- |
| 1    | Germania      | 2        | 29 | 19 | X                   | 11-5               | 11-5                     | 7-9               |
| 2    | Francia       | 2        | 21 | 27 | 5-11                | X                  | 8+-8                     | 8+-8              |
| 3    | Gran Bretagna | 1        | 24 | 24 | 5-11                | 8-8+               | X                        | 11-5              |
| 4    | Belgio        | 1        | 22 | 26 | 9-7                 | 8-8+               | 5-11                     | X                 |

Incontri
| Atleti (Vittorie individuali)                                                            | Nazione                  | VT     | VT     | Nazione                  | Atleti (Vittorie individuali)                                                              |
| ---------------------------------------------------------------------------------------- | ------------------------ | ------ | ------ | ------------------------ | ------------------------------------------------------------------------------------------ |
| Eugène Laermans (3), Georges Heywaert (1) Robert Van Den Neucker (3), Henri Brasseur (2) | Belgio (bandiera)        | 9      | 7      | Germania (bandiera)      | Hans Jörger (1), Julius Eisenecker (3) August Heim (1), Erwin Casmir (2)                   |
| Marcel Faure (3), Maurice Gramain (0) Édouard Gardère (4), Jean Piot (1)                 | Francia (bandiera)       | 8 (65) | 8 (56) | Gran Bretagna (bandiera) | Oliver Trinder (1), Roger Tredgold (2) Guy Harry (3), Robin Brook (2)                      |
| Richard Wahl (4), Hans Esser (1) Julius Eisenecker (2), Erwin Casmir (4)                 | Germania (bandiera)      | 11     | 5      | Francia (bandiera)       | Édouard Gardère (2), Jean Piot (0) Marcel Faure (2), Maurice Gramain (1)                   |
| Robin Brook (3), Roger Tredgold (3) Oliver Trinder (3), Arthur Pilbrow (2)               | Gran Bretagna (bandiera) | 11     | 5      | Belgio (bandiera)        | Henri Brasseur (1), Hubert Van Nerom (2) Eugène Laermans (1), Robert Van Den Neucker (1)   |
| Richard Wahl (2), Julius Eisenecker (2) August Heim (3), Erwin Casmir (4)                | Germania (bandiera)      | 11     | 5      | Gran Bretagna (bandiera) | Robin Brook (0), Roger Tredgold (1) Oliver Trinder (2), Arthur Pilbrow (2)                 |
| Maurice Gramain (4), Édouard Gardère (0) Marcel Faure (1), Roger Barisien (3)            | Francia (bandiera)       | 8 (63) | 8 (60) | Belgio (bandiera)        | Hubert Van Nerom (2), Georges Heywaert (1) Eugène Laermans (3), Robert Van Den Neucker (2) |

#### Gruppo 3
Classifica
| Pos. | Nazione        | Vittorie | VI | SI | Incontri          | Incontri               | Incontri                  | Incontri |
| Pos. | Nazione        | Vittorie | VI | SI | Italia (bandiera) | Paesi Bassi (bandiera) | Cecoslovacchia (bandiera) |          |
| ---- | -------------- | -------- | -- | -- | ----------------- | ---------------------- | ------------------------- | -------- |
| 1    | Italia         | 1        | 9  | 5  | X                 | ND                     | 9-5                       |          |
| 2    | Paesi Bassi    | 1        | 12 | 4  | ND                | X                      | 12-4                      |          |
| 3    | Cecoslovacchia | 0        | 9  | 21 | 5-9               | 4-12                   | X                         |          |

Incontri
| Atleti (Vittorie individuali)                                                        | Nazione                | VT | VT | Nazione                   | Atleti (Vittorie individuali)                                                                 |
| ------------------------------------------------------------------------------------ | ---------------------- | -- | -- | ------------------------- | --------------------------------------------------------------------------------------------- |
| Ate Faber (2), Antonius Montfoort (3) Frans Mosman (4), Franciscus van Wieringen (3) | Paesi Bassi (bandiera) | 12 | 4  | Cecoslovacchia (bandiera) | Josef Jungmann (1), Josef Benedik (2) Hervarth von Friedenfeldt (1), Josef Hildebrand (0)     |
| Gustavo Marzi (3), Aldo Montano (2) Athos Tanzini (2), Aldo Masciotta (2)            | Italia (bandiera)      | 9  | 5  | Cecoslovacchia (bandiera) | Bohuslav Kirchmann (1), Hervarth von Friedenfeldt (2) Josef Benedik (0), Josef Hildebrand (2) |

#### Gruppo 4
Classifica
| Pos. | Nazione     | Vittorie | VI | SI | Incontri           | Incontri               | Incontri          | Incontri           |
| Pos. | Nazione     | Vittorie | VI | SI | Polonia (bandiera) | Stati Uniti (bandiera) | Svezia (bandiera) | Turchia (bandiera) |
| ---- | ----------- | -------- | -- | -- | ------------------ | ---------------------- | ----------------- | ------------------ |
| 1    | Polonia     | 2        | 24 | 3  | X                  | ND                     | 15-1              | 9-2                |
| 2    | Stati Uniti | 2        | 9  | 1  | ND                 | X                      | 9-1               | ND                 |
| 3    | Svezia      | 0        | 2  | 24 | 1-15               | 1-9                    | X                 | ND                 |
| 4    | Turchia     | 0        | 2  | 9  | 2-9                | ND                     | ND                | X                  |

Incontri
| Atleti (Vittorie individuali)                                                       | Nazione                | VT | VT | Nazione            | Atleti (Vittorie individuali)                                                             |
| ----------------------------------------------------------------------------------- | ---------------------- | -- | -- | ------------------ | ----------------------------------------------------------------------------------------- |
| Władysław Segda (4), Antoni Sobik (4) Marian Suski (3), Władysław Dobrowolski (4)   | Polonia (bandiera)     | 15 | 1  | Svezia (bandiera)  | Bengt Ljungquist (0), Knut Nordholm (0) Hubert de Bèsche (0), Ivar Tingdahl (1)           |
| John Huffman (3), Norman Cohn-Armitage (2) Miguel de Capriles (2), Peter Bruder (2) | Stati Uniti (bandiera) | 9  | 1  | Svezia (bandiera)  | Bengt Ljungquist (0), Hubert de Bèsche (1) Ivar Tingdahl (0), Carl Johan Wachtmeister (0) |
| Adam Papée (2), Teodor Zaczyk (3) Antoni Sobik (3), Marian Suski (1)                | Polonia (bandiera)     | 9  | 2  | Turchia (bandiera) | Ilhami Çene (0), Abdul Halim Tokmakçioğlu (0) Enver Balkan (1), Cihat Teğin (1)           |
|                                                                                     | Stati Uniti (bandiera) | -  | -  | Turchia (bandiera) | Ritirata                                                                                  |

### Semifinali
Si sono disputate il 13 di agosto. Due gruppi, le prime due squadre classificate accedevano alla finale.

#### Gruppo 1
Classifica
| Pos. | Nazione | Vittorie | VI | SI | Incontri          | Incontri           | Incontri           | Incontri           |
| Pos. | Nazione | Vittorie | VI | SI | Italia (bandiera) | Polonia (bandiera) | Austria (bandiera) | Francia (bandiera) |
| ---- | ------- | -------- | -- | -- | ----------------- | ------------------ | ------------------ | ------------------ |
| 1    | Italia  | 2        | 18 | 9  | X                 | ND                 | 9-7                | 9-2                |
| 2    | Polonia | 2        | 18 | 14 | ND                | X                  | 8+-8               | 10-6               |
| 3    | Austria | 0        | 15 | 17 | 7-9               | 8-8+               | X                  | ND                 |
| 4    | Francia | 0        | 8  | 19 | 2-9               | 6-10               | ND                 | X                  |

Incontri
| Atleti (Vittorie individuali)                                                      | Nazione            | VT     | VT     | Nazione            | Atleti (Vittorie individuali)                                                |
| ---------------------------------------------------------------------------------- | ------------------ | ------ | ------ | ------------------ | ---------------------------------------------------------------------------- |
| Władysław Segda (2), Antoni Sobik (3) Teodor Zaczyk (3), Władysław Dobrowolski (2) | Polonia (bandiera) | 10     | 6      | Francia (bandiera) | Jean Piot (1), Édouard Gardère (1) Marcel Faure (2), Maurice Gramain (2)     |
| Vincenzo Pinton (3), Aldo Montano (3) Athos Tanzini (1), Giulio Gaudini (2)        | Italia (bandiera)  | 9      | 7      | Austria (bandiera) | Karl Hanisch (0), Karl Kaschka (2) Hubert Loisel (3), Hugo Weczerek (2)      |
| Adam Papée (1), Antoni Sobik (4) Władysław Segda (3), Marian Suski (0)             | Polonia (bandiera) | 8 (60) | 8 (56) | Austria (bandiera) | Josef Losert (3), Karl Kaschka (1) Hubert Loisel (2), Hugo Weczerek (2)      |
| Giulio Gaudini (1), Aldo Masciotta (3) Vincenzo Pinton (3), Gustavo Marzi (2)      | Italia (bandiera)  | 9      | 2      | Francia (bandiera) | Édouard Gardère (0), André Gardère (1) Marcel Faure (1), Maurice Gramain (0) |

#### Gruppo 2
Classifica
| Pos. | Nazione     | Vittorie | VI | SI | Incontri            | Incontri            | Incontri               | Incontri               |
| Pos. | Nazione     | Vittorie | VI | SI | Ungheria (bandiera) | Germania (bandiera) | Stati Uniti (bandiera) | Paesi Bassi (bandiera) |
| ---- | ----------- | -------- | -- | -- | ------------------- | ------------------- | ---------------------- | ---------------------- |
| 1    | Ungheria    | 3        | 44 | 4  | X                   | 15-1                | 14-2                   | 15-1                   |
| 2    | Germania    | 2        | 19 | 25 | 1-15                | X                   | 9-7                    | 9-3                    |
| 3    | Stati Uniti | 1        | 18 | 30 | 2-14                | 7-9                 | X                      | 9-7                    |
| 4    | Paesi Bassi | 0        | 11 | 33 | 1-15                | 3-9                 | 7-9                    | X                      |

Incontri
| Atleti (Vittorie individuali)                                                       | Nazione                | VT | VT | Nazione                | Atleti (Vittorie individuali)                                                         |
| ----------------------------------------------------------------------------------- | ---------------------- | -- | -- | ---------------------- | ------------------------------------------------------------------------------------- |
| Endre Kabos (4), Imre Rajczy (3) Tibor Berczelly (4), Aladár Gerevich (4)           | Ungheria (bandiera)    | 15 | 1  | Germania (bandiera)    | Richard Wahl (0), Hans Esser (0) Hans Jörger (0), August Heim (1)                     |
| John Huffman (2), Norman Cohn-Armitage (3) Miguel de Capriles (2), Peter Bruder (2) | Stati Uniti (bandiera) | 9  | 7  | Paesi Bassi (bandiera) | Ate Faber (1), Antonius Montfoort (3) Frans Mosman (1), Franciscus van Wieringen (2)  |
| Imre Rajczy (4), Pál Kovács (4) Tibor Berczelly (3), László Rajcsányi (4)           | Ungheria (bandiera)    | 15 | 1  | Paesi Bassi (bandiera) | Ate Faber (0), Antonius Montfoort (0) Frans Mosman (1), Franciscus van Wieringen (0)  |
| Richard Wahl (1), August Heim (2) Erwin Casmir (4), Julius Eisenecker (2)           | Germania (bandiera)    | 9  | 7  | Stati Uniti (bandiera) | Miguel de Capriles (1), Bela De Nagy (2) Norman Cohn-Armitage (2), Samuel Stewart (2) |
| Imre Rajczy (3), Aladár Gerevich (4) Pál Kovács (3), Tibor Berczelly (4)            | Ungheria (bandiera)    | 14 | 2  | Stati Uniti (bandiera) | Miguel de Capriles (1), Bela De Nagy (0) Norman Cohn-Armitage (1), Samuel Stewart (0) |
| Richard Wahl (2), Julius Eisenecker (1) August Heim (3), Erwin Casmir (3)           | Germania (bandiera)    | 9  | 3  | Paesi Bassi (bandiera) | Ate Faber (1), Antonius Montfoort (1) Frans Mosman (1), Franciscus van Wieringen (0)  |

### Finale
Si è disputata il 13 di agosto. 
Classifica
| Pos.    | Nazione  | Vittorie | VI | SI | Incontri            | Incontri          | Incontri            | Incontri           |
| Pos.    | Nazione  | Vittorie | VI | SI | Ungheria (bandiera) | Italia (bandiera) | Germania (bandiera) | Polonia (bandiera) |
| ------- | -------- | -------- | -- | -- | ------------------- | ----------------- | ------------------- | ------------------ |
| Oro     | Ungheria | 3        | 32 | 10 | X                   | 9-6               | 13-3                | 10-1               |
| Argento | Italia   | 2        | 25 | 17 | 6-9                 | X                 | 9-2                 | 10-6               |
| Bronzo  | Germania | 1        | 14 | 25 | 3-13                | 2-9               | X                   | 9-3                |
| 4       | Polonia  | 0        | 10 | 29 | 1-10                | 6-10              | 3-9                 | X                  |

Incontri
| Atleti (Vittorie individuali)                                                 | Nazione             | VT | VT | Nazione             | Atleti (Vittorie individuali)                                                      |
| ----------------------------------------------------------------------------- | ------------------- | -- | -- | ------------------- | ---------------------------------------------------------------------------------- |
| Aladár Gerevich (3), Imre Rajczy (3) Pál Kovács (4), Tibor Berczelly (3)      | Ungheria (bandiera) | 13 | 3  | Germania (bandiera) | Hans Esser (0), Richard Wahl (0) Hans Jörger (2), August Heim (1)                  |
| Aldo Masciotta (2), Giulio Gaudini (1) Vincenzo Pinton (4), Gustavo Marzi (3) | Italia (bandiera)   | 10 | 6  | Polonia (bandiera)  | Antoni Sobik (3), Władysław Dobrowolski (2) Teodor Zaczyk (0), Władysław Segda (1) |
| László Rajcsányi (2), Pál Kovács (3) Tibor Berczelly (3), Endre Kabos (2)     | Ungheria (bandiera) | 10 | 1  | Polonia (bandiera)  | Adam Papée (0), Marian Suski (0) Teodor Zaczyk (1), Władysław Dobrowolski (0)      |
| Vincenzo Pinton (2), Aldo Montano (3) Aldo Masciotta (2), Gustavo Marzi (2)   | Italia (bandiera)   | 9  | 2  | Germania (bandiera) | Richard Wahl (0), Hans Esser (1) Hans Jörger (0), August Heim (1)                  |
| Richard Wahl (2), Julius Eisenecker (2) Erwin Casmir (3), August Heim (2)     | Germania (bandiera) | 9  | 3  | Polonia (bandiera)  | Antoni Sobik (2), Władysław Segda (1) Władysław Dobrowolski (0), Adam Papée (0)    |
| Endre Kabos (2), Imre Rajczy (3) Aladár Gerevich (2), László Rajcsányi (2)    | Ungheria (bandiera) | 9  | 6  | Italia (bandiera)   | Vincenzo Pinton (3), Giulio Gaudini (1) Aldo Masciotta (2), Gustavo Marzi (0)      |

## Classifica Finale
| Pos.    | Nazione        | Atleti                                                                                             |
| ------- | -------------- | -------------------------------------------------------------------------------------------------- |
| Oro     | Ungheria       | Aladár Gerevich, Tibor Berczelly, Pál Kovács, Endre Kabos, László Rajcsányi, Imre Rajczy           |
| Argento | Italia         | Giulio Gaudini, Gustavo Marzi, Aldo Masciotta, Vincenzo Pinton, Aldo Montano, Athos Tanzini        |
| Bronzo  | Germania       | Richard Wahl, Julius Eisenecker, Erwin Casmir, August Heim, Hans Esser, Hans Jörger                |
| 4       | Polonia        | Antoni Sobik, Władysław Segda, Władysław Dobrowolski, Adam Papée, Marian Suski, Teodor Zaczyk      |
| 5       | Austria        | Josef Losert, Hugo Weczerek, Karl Sudrich, Hubert Loisel, Karl Hanisch, Karl Kaschka               |
| 5       | Stati Uniti    | Peter Bruder, Miguel de Capriles, Bela De Nagy, John Huffman, Samuel Stewart, Norman Cohn-Armitage |
| 7       | Francia        | Marcel Faure, Maurice Gramain, Édouard Gardère, Jean Piot, Roger Barisien, André Gardère           |
| 7       | Paesi Bassi    | Ate Faber, Antonius Montfoort, Frans Mosman, Franciscus van Wieringen, Jacob Schriever             |
| 9       | Uruguay        | Carmelo Bentancur, José Julián de la Fuente, Hildemaro Lista, París Rodríguez, Jorge Rolando       |
| 9       | Gran Bretagna  | Oliver Trinder, Arthur Pilbrow, Guy Harry, Robin Brook, Roger Tredgold                             |
| 9       | Cecoslovacchia | Josef Jungmann, Josef Benedik, Hervarth von Friedenfeldt, Bohuslav Kirchmann, Josef Hildebrand     |
| 9       | Svezia         | Bengt Ljungquist, Knut Nordholm, Hubert de Bèsche, Ivar Tingdahl, Carl Johan Wachtmeister          |
| 13      | Belgio         | Eugène Laermans, Georges Heywaert, Robert Van Den Neucker, Henri Brasseur, Hubert Van Nerom        |
| 13      | Turchia        | Ilhami Çene, Enver Balkan, Cihat Teğin, Abdul Halim Tokmakçioğlu, Orhan Adaş                       |
| 15      | Romania        | Nicolae Marinescu, Gheorghe Man, Camil Szatmary, Denis Dolecsko                                    |
| 15      | Danimarca      | Erik Hammer Sørensen, Preben Christiansen, Aage Leidersdorff, Svend Jacobsen                       |
| 15      | Grecia         | Nikolaos Manolesos, Nikolaos Paparrodou, Konstantinos Botasis, Menelaos Psarrakis                  |
| 15      | Cile           | Efraín Díaz, Tomás Barraza, Ricardo Romero, Julio Moreno, Tomás Goyoaga                            |
| 15      | Canada         | Ernest Dalton, Charles Otis, George Tully, Frank Donald Collinge                                   |
| 15      | Svizzera       | Charles Glasstetter, Alphonse Ruckstuhl, Walter Widemann, Adolf Stocker                            |
| 21      | Jugoslavia     | Krešimir Tretinjak, Milivoj Radović, Eugen Jakobčić, Edvard Marion, Pavao Pintarić                 |